# The Rip
The Rip ist ein Lied der Band Portishead, das im Juni 2008 als zweite Single des Albums Third veröffentlicht wurde. Ursprünglich trug der Titel den Namen Mystic. Das Lied ist für seine melancholische Stimmung bekannt, getragen von Beth Gibbons’ charakteristischem Gesang und einer atmosphärischen Instrumentalisierung, welche für die Trip-Hop-Band typisch ist.

## Musikvideo
Das Musikvideo zu The Rip wurde vom britischen Animationskünstler Nick Uff gestaltet, einem hauptberuflichen Gärtner, und erschien erstmals am 12. Mai 2008 auf der offiziellen Webpräsenz der Band.

## Rezeption
The Rip erhielt positive Kritiken, insbesondere aufgrund seiner emotionalen Tiefe und musikalischen Qualität. Garrett Kamps von The Village Voice lobte das Lied und bezeichnete es als „so gut, dass es sich gelohnt hat, zehn Jahre lang darauf zu warten“. Die Musikwebsite Pitchfork Media platzierte The Rip auf Rang 199 ihrer Liste der 500 besten Songs der 2000er-Jahre.
The Rip gilt heute als einer der Höhepunkte in Portisheads Diskografie und als ein Meilenstein des Genres Trip-Hop, dessen musikalische Grenzen es weiter auslotet und bereichert.

## Coverversionen
Das Lied gewann durch eine akustische Cover-Version der Band Radiohead zusätzliche Aufmerksamkeit. Thom Yorke und Jonny Greenwood spielten The Rip während ihrer Soundchecks auf der Radiohead-Tour 2008. Colin Greenwood veröffentlichte ein Video dieser Coverversion auf der offiziellen Radiohead-Webpräsenz, welches von Mitgliedern Portisheads begeistert aufgenommen wurde. Bandmitglied Adrian Utley äußerte sich hierzu mit den Worten „such a buzz“. Thom Yorke selbst bezeichnete das Lied später als eines seiner Lieblingsstücke des Albums und trat sogar gemeinsam mit Portishead beim Latitude Festival im Jahr 2015 auf, um The Rip live aufzuführen.